# Список керівників держав 1160 року
Список керівників держав 1160 року — це перелік правителів країн світу 1160 року
Список керівників держав 1159 року — 1160 рік — Список керівників держав 1161 року — Список керівників держав за роками

## Азія

### Західна Азія
- Аббасидський халіфат — халіф Аль-Муктафі Ліамріллах (1136—1160); Аль-Мустанджід Біллах (1160—1170)
- Анатолійські бейлики —
  - Артукіди — емір Фахр ад-дін Кара-Арслан ібн Дауд (Хисн Кайф) (1144—1167)
  - Данішмендиди — Яги-басан, мелік (в Сивасі) (1142—1164)
  - Іналогуллари — емір Махмуд (1142—1183)
  - Менгджуки (Менгучегіди) — бей Фахр ад-дін Бахрам-шах (1155—1218)
  - Салтукіди — емір Салтук II (1132—1168)
  - Шах-Арменіди  — бей Сукман II Насир ад-дін (1128—1185)
- Антіохійське князівство — княгиня Констанція (1130—1163)
- Єрусалимське королівство — король Балдуїн III (1153—1162)
- Зангіди — Кутб ад-Дін Мавдуд, емір Масула (1149—1170); Нур ад-Дін Махмуд, атабек Алеппо (1146—1174)
- Конійський султанат — султан Килич-Арслан II (1156—1192)

Ємен —
- Зураїди — амір Імран (1153—1166)
- Махдіди — амір Аль-Махді ібн Алі (1159—1163)
- Хамданіди — султан Хатім III бін Ахмад (1139—1161)

Кавказ
- Вірменія:
  - Кілікійське царство — Торос II Великий, князь (1145—1169)
  - Шеддадіди (Анійський емірат) — Фадл V, емір (1155—1161)
  - Сюнікське царство — цар Григор II Сенекеримян (1096—1166)
- Грузія — цар Георгій III (1156—1184)
- Держава Ширваншахів — ширваншах Манучехр III Великий (1120—1160); Афрідун II (1160); Ахсітан I (1160—1197)

### Центральна Азія
- Газнійська держава (Афганістан) — султан Хосров-шах (1157—1160); Хосров Малік (1160—1186)
- Гуріди — Ала уд-Дін Хусайн, султан (1152—1161)
  - Фахр уд-Дін Масуд, малік (в Бамійані) (1152—1163)

- Персія
  - Баванді (Табаристан) — іспахбад Шах Газі Рустам IV (1142—1165)
  - Хазараспіди — Абу Тахір ібн Мухаммад, атабек (1148—1203)

- Середня Азія
  - Держава Хорезмшахів — хорезмшах Тадж ад-Дін Іл-Арслан (1156—1172)
  - Східно-Караханідське ханство — хан Мухаммед III Богра-хан (в Кашгарі) (1156—1180); Махмуд Туга-хан, хан (в Узкенді) (1156—1162)
  - Західно-Караханідське ханство — хан Алі Чагри-хан (1156—1163)

- Сельджуцька імперія —
  - Дамаський емірат — емір Нур ад-Дін Махмуд, емір (1154—1174)
  - Іракський султанат — султан Сулайман-шах (1159—1161)
  - Керманський султанат — султан Тогрул-шах (1156—1167)
  - Кутб ад-Дін Мавдуд, емір Масула (1149—1170)
  - Нур ад-Дін Махмуд, атабек Алеппо (1146—1174)

### Південна Азія
- Індія
  - Західні Чалук'я — магараджа Тайлапа III (1151—1164)
  - Держава Хойсалів — перманаді Нарасімха I (1152—1173)
  - Династія Сена — раджа Баллала Сена (1159—1179)
  - Імперія Пала — магараджа Маданапала (1144—1162)
  - Калачурі — раджа Біджала II (1157—1167)
  - Качарі — цар Суражит (бл. 1155 — бл. 1180)
  - Парамара (Малава) — магараджа Віндхьяварман (1160—1193)
  - Соланка — раджа Кумарапала (1143—1173)
  - Чандела — раджа Маданаварман (1128—1165)
  - Чола — магараджа Раджараджа Чола II (1150—1173)
  - Ядави (Сеунадеша) — магараджа Амарагангея (1150—1160); Говіндараджа (1160);

Амара Маллугі (1160—1165)
- Шрі-Ланка
  - Полоннарува — цар Паракрамабаху I (1153—1186)

### Південно-Східна Азія
- Кхмерська імперія — імператор Дхараніндраварман II (1150—1160)
- Дайков'єт — імператор Лі Ан Тонг (1138—1175)
- Далі (держава) — король Дуань Чженсін (1147—1171)
- Паган — король Ситу I (1112/1113 — 1167)
- Чампа — князь Джая Харіварман I (1147—1167)
- Індонезія
  - Сунда — магараджа Дармакусумах (1156—1175)

### Східна Азія
- Японія — Імператор Нідзьо (1158—1165)
- Китай (Імперія Сун) — імператор Гао-цзун (Чжао Гоу) (1127—1162)
  - Західне Ся — імператор Жень-цзун (Лі Женьсяо) (1139—1193)
  - Каракитайське ханство (Західне Ляо) — гурхан Єлюй Ілія (1150—1163)
  - Цзінь — імператор Ваньянь Дігунай (Хайлін-ван) (1149—1161)
- Корея
  - Корьо — ван Ийджон (1146—1170)

## Африка
- Альмохади — Абд аль-Мумін, халіф (1130—1163)
- Аксум (Ефіопія) — імператор Наакуето Лааб (1159—1207)
- Гана — цар Муса (1140—1160)
- Зіріди — емір Аль-Хасан ібн Алі (1121—1163)
- Імперія Гао — дья Бере Фолоко (бл. 1140 — бл. 1170)
- Кілва — султан Давуд ібн Сулейман (1131—1170)
- Мукурра — цар Моїсей (бл. 1158 — бл. 1174)
- Фатімідський халіфат — халіф Аль-Фаїз Бінасруллах (1154—1160); Аль-Адід Лідініллах (1160—1171)
- Канем — маї Бірі I (1150—1176)
- Нрі — езе Буїфе (1159—1259)

## Європа

### Британські острови
- Шотландія — король Малькольм IV (1153—1165)
- Англія — король Генріх II Плантагенет (1154—1189)
- Уельс:
  - Гвінед — король Оуайн ап Гріфід (1137—1170)
  - Дехейбарт — король Ріс ап Гріфід (1155—1197)
  - Королівство Повіс — король Мадог ап Маредід (1132—1160); Гріфід Майлор, Повіс Вадога (1160—1191); Оуайн Ківейліог, король Повіс Венвінвіна (1160—1195)

### Північна Європа
- Данія — король Вальдемар I Великий, король (1157—1182)
- Ірландія — верховний король Муйрхертах Мак Лохлайнн (1156—1166)
  - Айлех — король Муйрхертах Мак Лохлайнн (1136—1143, 1145—1166)
  - Дублін — король Діармайт Мак Мурхада (1127—1136, 1162—1166)
  - Коннахт — король Руайдрі Уа Конхобайр (1156—1183)
  - Лейнстер — король Діармайт Мак Мурхада (1126—1171)
  - Міде — король Доннхад мак Домнайлл Уа Мае Сехлайнн (1155—1155, 1156—1157, 1158—1160); Діармайт Мак Домнайлл Уа Маел Сехлайнн (1155—1156, 1157—1158, 1160—1169)
  - Ольстер — король Еохайд мак Кон Улад мак Дуйнн Слейбе (1158—1166)
  - Томонд — Тойрделбах мак Діармайта, король (1142—1167)

- Норвегія — король Інге I Горбун (1136—1161)
- Швеція — король Ерік IX Святий (1156—1160); Магнус Хенріксен (1160—1161)

### Франція
король Франції Людовик VII Молодий (1137—1180)
- Аквітанія — Алієнора, герцогиня (1137—1204)
- Ангулем — граф Гільйом VI (1140—1179)
- Анжу — граф Генріх II Плантагенет (1151—1189)
- Бретань — герцог Конан IV (1156—1166)
- Герцогство Бургундія — герцог Ед II (1143—1162)
- Бургундія (графство) — Беатрис I, пфальцграфиня (1148—1184)
- Вермандуа — граф Гуго II, граф (1152—1160); Рауль II (1160—1167)
- Макон — граф Жеро I (1155—1184)
- Невер — граф Гільйом III (1148—1161)
- Нормандія — герцог Генріх II Плантагенет (1150—1189)
- Овернь — граф Гільйом VIII (1155—1182)
- Руссільйон — граф Госфред III (1113—1164)
- Тулуза — граф Раймонд V (1148—1194); Альфонс II (1148 — бл. 1175)
- Шалон — граф Гільйом I (1113—1166)
- Шампань — Генріх I, граф (1152—1181)
- Фландрія — граф Тьєррі Ельзаський (1128—1168)

### Священна Римська імперія
імператор Фрідріх I Барбаросса (1155—1190)
- Баварія — герцог Генріх XII Лев (1156—1180)
- Саксонія — герцог Генріх Лев (1142—1180)
- Тюрингія — Людвіг II Залізний, ландграф (1140—1172)
- Швабія — герцог Фрідріх IV (1152—1167)

- Герцогство Австрія — Генріх II Язомирготт, герцог (1156—1177)
- Каринтія — герцог Генріх V (1144—1161)
- Лувен — граф Готфрід III Сміливий (1142—1190)
- Лужицька (Саксонська Східна) марка — маркграф Дітріх II (1156—1185)
- Маркграфство Монферрат — маркграф Вільгельм V Старий (бл. 1136—1191)
- Мейсенська марка — маркграф Оттон II Багатий (1156—1190)

- Богемія (Чехія) — Владислав I, король Чехії (1158—1172)
  - Брненське князівство — князь Конрад II (1156 — бл. 1161)
  - Зноймо (князівство) — князь Конрад II (1123 — бл. 1161)
  - Оломоуцьке князівство — князь Ота III Детлеб (1140—1160)

- Штирія (Карантанська марка) — маркграф Отакар III (1129—1164)
- Рейнский Пфальц — пфальцграф Конрад (1156—1195)
- Верхня Лотарингія — герцог Матьє I (1139—1176)
- Ено (Геннегау) — граф Бодуен IV (1120—1171)
- Намюр (графство) — граф Генріх I (Генріх IV Люксембурзький) (1139—1189)
- Люксембург — граф Генріх IV Сліпий (1136—1196)

- Голландія — граф Флоріс III (1157—1190)
- Савойя — граф Гумберт III (1148—1189)

### ЦентральнатаСхідна Європа
- Польща — князь-принцепс Болеслав IV Кучерявий (1146—1173)
  - Великопольське князівство — Мешко, князь (1138—1179, 1181—1202)
  - Сандомирське князівство — князь Генріх (1146—1166)
  - Сілезьке князівство — князь Болеслав Кучерявий (1146—1163)
  - Мазовецьке князівство — Болеслав Кучерявий, князь (1138—1173)
  - Померанія —
    - Померанія-Деммін — Казимир I, князь (1156—1180)
    - Померанія-Штеттін — Богуслав I, князь (1156—1187)
- Рашка (Сербія) — великий жупан Урош II (1145—1161/1162)
  - Дукля (князівство) — жупан Деса Вуканович (1148—1162)
- Угорщина — король Геза II (1141—1162)
- Київська Русь — великий князь Ростислав Мстиславич (1154—1155, 1159—1161, 1161—1167)
  - Волинське князівство — князь Мстислав Ізяславич (1157—1170)
  - Володимиро-Суздальське князівство — князь Андрій Боголюбський (1157—1174)
  - Галицьке князівство — князь Ярослав Володимирович Осмомисл (1153—1187)
  - Городенське князівство — Борис Всеволодович, князь (1141 — бл. 1166)
  - Дорогобузьке князівство — Володимир Андрійович, князь (1150—1152, 1154—1170)
  - Новгородське князівство — князь Святослав Ростиславич (1157—1160, 1161—1168); Мстислав Ростиславич (1160—1161, 1175—1176, 1177—1178)
  - Переяславське князівство — князь Гліб Юрійович (1154—1169)
  - Полоцьке князівство — князь Рогволод Борисович (1144—1151, 1159—1162)
  - Смоленське князівство — князь Роман Ростиславич (1159—1171, 1173—1174, 1176—1180)
  - Чернігівське князівство — князь Святослав Ольгович (1157—1164)

### Іспанія,Португалія
- Ампуріас — граф Уго III (бл. 1154 — бл. 1173)
- Арагон — Петроніла, королева (1137—1164)
- Барселона — граф Рамон Беренгер IV (1131—1162
- Кастилія — Альфонсо VIII, король (1158—1214)
- Леон — король Фердинанд II (1157—1188)
- Наварра (Памплона) — король Санчо VI Мудрий (1150—1194)
- Пальярс Верхній — граф Артау (Артальдо) III (бл. 1124 — бл. 1167)
- Пальярс Нижній — граф Арнау Міро I (1124—1174)
- Прованс — граф Раймонд Беренгер II (1144—1166)
- Уржель — граф Ерменгол VII (1154—1184)
- Кармона (тайфа) — 1150 року завойована Альмохадами
- Майорка (тайфа) — емір Ісхак (1156—1183)
- Ньєбла (тайфа) — 1150 року завойована Альмохадами

- Португалія — граф Альфонс Енрікеш (1139—1185)

### Італія
- Венеційська республіка — дож Вітале II Мікель (1156—1172)
- Папська держава — папа римський Олександр III (1159—1181)
  - Віктор IV, антипапа (1159—1164)

- Сицилійське королівство — король Вільгельм I Злий (1154—1166)
  - Апулія і Калабрія — герцог Рожер IV (1156—1161)
  - Таранто — князь Вільгельм II Добрий (1157—1189)

### Візантійська імперія
- Візантійська імперія — імператор Мануїл I Комнін (1143—1180)

| Історія | Це незавершена стаття з історії. Ви можете допомогти проєкту, виправивши або дописавши її. |